# خشونت

تصویر میزان خشونت‌های فیزیکی را در جهان به ازای هر ۱۰۰۰۰۰ نفر در سال ۲۰۰۴ نشان می‌دهد.
بدون داده
کمتر از ۲۰۰
۲۰۰–۴۰۰
۴۰۰–۶۰۰
۶۰۰–۸۰۰
۸۰۰–۱۰۰۰
۱۰۰۰–۱۲۰۰
۱۲۰۰–۱۴۰۰
۱۴۰۰–۱۶۰۰
۱۶۰۰–۱۸۰۰
۱۸۰۰–۲۰۰۰
۲۰۰۰–۳۰۰۰
بیش از ۳۰۰۰

خُشونَت (به انگلیسی: Violence) استفاده از زور فیزیکی یا کلامی به‌منظور قرار دادن دیگران در وضعیتی برخلاف میل آن‌ها است. در تمامی جهان خشونت به‌عنوان ابزاری برای کنترل رفتار فردی و جمعی استفاده می‌شود و در واقع نوعی تلاش برای سرکوب و متوقف کردن اغتشاش‌گران در مقابل نگرانی‌های مربوط به اجرای قانون و فرهنگ در یک ناحیه خاص است. کلمه خشونت طیف گسترده‌ای را پوشش می‌دهد. خشونت می‌تواند از درگیری فیزیکی بین دو انسان تا جنگ و نسل‌کشی که کشته شدن میلیون‌ها نفر از نتایج آن است را شامل شود. شاخص صلح جهانی به‌روزشده در ژوئن ۲۰۱۰، ۱۴۹ کشور را براساس معیار «عدم خشونت» طبقه‌بندی کرده‌است.

کشتار سن‌بارتلمی

## سایر تعاریف
- خشونت حالتی از رفتار است که با استفاده از زور فیزیکی یا غیرفیزیکی یا کلامی، فرد خشن خواسته خود را به دیگران تحمیل می‌کند. خشونت ممکن است در اثر خشم اتفاق افتد. خشونت در زبان فارسی، از نظر لغوی به معنای خشکی، تندی و سختی است.[۶]
- هرگونه رفتاری که با هدف وارد نمودن آسیب به یک یا بیش از یک پدیده صورت گیرد رفتار خشونت‌آمیز است. رفتار خشونت‌آمیز می‌تواند در سطح آگاهانه یا ناآگاهانه اتفاق بیافتد.

## روان‌شناسی و جامعه‌شناسی
علل رفتار خشونت‌آمیز در نوع بشر غالباً موضوع پژوهش علم روان‌شناسی و جامعه‌شناسی بوده‌است. ژان ولاوکا زیست‌شناس سیستم اعصاب بدین منظور تأکید می‌کند که «رفتار خشونت‌آمیز به‌عنوان رفتار تهاجمی فیزیکی یا غیرفیزیکی عمدی در مقابل فرد دیگر تعریف شده‌است».
دانشمندان بر این موضوع که خشونت در نوع بشر ذاتی است، اتفاق نظر دارند. مشاهدات باستان‌شناسی مبنی بر درگیری خشونت یا صلح‌جوئی به‌عنوان ویژگی‌های ابتدایی بشر پیشاتاریخ وجود دارد.
از آن‌جایی که خشونت یک پدیده قابل اندازه‌گیری است، روان‌شناسان تغییرپذیری آن را، در آن‌چه مردم از کنش‌های فیزیکی عمدی به‌عنوان خشونت دریافت می‌کنند، تشخیص می‌دهند. برای مثال، در ایالتی در ایالات متحده که توقیف اموال یک مجازات قانونی است، توقیف‌کننده اموال به‌عنوان عامل خشونت شناخته نمی‌شود، در عوض ممکن است شیوه اجرایی و واکنش قانون خشونت‌آمیز باشد. به‌علاوه فهم خشونت به رابطهٔ قربانی و پرخاشگر نیز وابسته است؛ روان‌شناسان نشان می‌دهند که افراد ممکن است حالات تدافعی در برابر خشونت را نشناسند، اما در جاهایی که دفاعی بروز می‌دهند که بیشتر از تعارض و خشونت صورت گرفته‌است.
اغلب در بحث‌های مربوط به خشونت انسان، تصویر «خشونت میمون نر» آورده می‌شود. دیل پترسون و ریچارد وانگهام در «مردان شیطانی: میمون‌ها و ریشه‌های خشونت انسانی» می‌نویسند که خشونت در انسان‌ها ذاتی است، و اجتناب‌ناپذیر نیست. با این حال «ویلیام ال. آوری» ویراستار کتابی به نام «ما باید بجنگیم؟ از میدان جنگ تا حیاط مدرسه - چشم‌اندازی نو در درگیری خشونت‌آمیز و اجتناب از آن» از اسطورهٔ «میمون قاتل» در این کتاب انتقاد می‌کند که در آن دو بحث از دو سمپوزیوم دانشکده حقوق دانشگاه هاروارد را می‌آورد. نتیجه این است که «ما همچنین مکانیسم‌های طبیعی بسیاری برای مشارکت، حفظ درگیری، تجاوز و غلبه بر درگیری داریم. همه اینها به اندازه تمایلات تهاجمی برای ما طبیعی هستند».
جیمز گلیگان می‌نویسد که خشونت اغلب به عنوان پادزهری برای شرم و تحقیر به کار می‌رود. استفاده از خشونت منبع غرور و دفاع از افتخار است، مخصوصاً بین مردانی که خشونت را نشانهٔ مردانگی می‌دانند.
استیون پینکر در مقالهٔ «تاریخ خشونت» در نیوریپابلیک شواهدی ارائه می‌کند که متوسط میزان ستیز و خشونت در انسان‌ها و حیوانات در طول چند سدهٔ گذشته کاهش یافته‌است.
روان‌شناسی تکاملی چند توضیح برای خشونت انسانی در زمینه‌های مختلف پیشنهاد می‌کند. گوئتز (۲۰۱۰) بحث می‌کند که انسان‌ها شبیه بیشتر انواع پستانداران هستند و از خشونت در موقعیت‌های ویژه استفاده می‌کنند. او می‌نویسد که «باس و شکلفورد» (۱۹۹۷) ۷ مشکل انطباقی را که اجداد ما پی در پی با آن روبرو بودند ارائه کردند که شاید با پرخاشگری قابل حل بوده‌اند: مشارکت در منابع دیگران، دفاع در برابر حملات، تحمیل هزینه بر رقبای هم جنس، جایگاه مذاکره و سلسله‌مراتب‌ها، بازداشتن رقبا از پرخاشگری در آینده، بازداشتن جفت از خیانت و کاهش منابعی که برای کودکانی که از لحاظ ژنتیکی غیر خویشاوند بودند هزینه می‌شد.
گوئتز می‌نویسد که به نظر می‌رسد بیشتر قتل‌ها از درگیری‌های تقریباً بی‌اهمیت میان مردان غیر خویشاوند آغاز می‌شوند که به خشونت و مرگ تشدید می‌یابند. او بحث می‌کند که چنین کشمکش‌هایی هنگامی روی می‌دهد که میان مردانی با جایگاه تقریباً مشابه نزاع بر سر موقعیت پیش می‌آید. اگر تفاوت چشمگیری میان جایگاه‌های اولیه وجود داشته باشد فرد با جایگاه پایین معمولاً هیچ چالشی فراهم نمی‌کند و اگر فردی با جایگاه بالاتر را به چالش بکشد معمولاً نادیده گرفته می‌شود. در همین حال محیطی با نابرابری‌های شدید میان افراد می‌تواند باعث شود پست ترین‌ها از خشونت بیشتری در تلاش برای کسب جایگاه استفاده کنند

## جنسیت و خشونت
«مطالعات جرم‌شناسی به‌طور سنتی نیمی از جمعیت را نادیده گرفته‌اند:زنان به‌طور گسترده هم در ملاحظات تئوریک و هم در مطالعات تجربی نادیده گرفته شده‌اند. از دهه ۱۹۷۰، تحقیقات مهم فمینیستی اینکه تخلفات مجرمانه زنانه در زمینه‌های متفاوتی از مردان انجام می‌شود و تجربیات زنان از سیستم عدالت قضایی تحت نفوذ پیش فرض‌های جنسیتی در مورد نقش‌های متناسب مردانه و زنانه قرار می‌گیرد را مورد توجه قرار داده‌اند. فمینیست‌ها همچنین شیوع خشونت علیه زنان هم در خانه و هم در جامعه را برجسته کرده‌اند»
از تمام جرایمی که در ۲۰۰۶ گزارش شد، ۷۶٫۲ درصد از بازداشتی‌ها مردان بودند و هم‌چنین عدم تناسب بزرگی میان نسبت مردان به زنان زندانی بود. در ۲۰۰۴ زنان تنها ۷٫۱ درصد از جمعیت زندان‌ها را تشکیل می‌داند.
مجرمان غالباً در دسته‌های ویژه‌ای از جرایم همچون خشونت خانگی، مزاحمت جنسی، خشونت جنسی و تجاوز مردانند. زنان به‌طور عمده در این دسته‌ها قربانی‌اند. تخمین زده شده‌است که ۲۵ درصد زنان قربانیان خشونت در برهه‌ای از زندگیشان هستند

## جوانان و خشونت
تقریباً ۳۴ درصد تمام بزهکاران که به خاطر بزه مجرمانه در ۲۰۰۶ دستگیر شدند زیر ۲۱ سال بودند (اداره فدرال تحقیقات ۲۰۰۷b)
بعضی از محققین اظهار کرده‌اند که شاید رسانه‌ها منجر به خشونت جوانان می‌شوند. با این وجود بیشتر تحقیقات این استدلال را پشتیبانی نکرده‌اند. برای مثال نتیجهٔ یک مطالعه طولانی مدت بر جوانان هیچ رابطهٔ طولانی مدتی میان بازی کردن ویدئو گیم‌های خشونت بار و خشونت‌های جوانان یا قلدری پیدا نکرد.
طبق کتاب «تأثیرات نژاد و وابستگی‌های خانوادگی بر اعتماد به نفس، کنترل شخصی و بزهکاری» کودکانی که توسط دو والد و محبت مناسب بزرگ شده‌اند به احتمال زیاد به افرادی غیر خشن تبدیل می‌شوند. باور بر این است که یک کودک نیاز دارد در طول سال‌های نخستین کودکی با والدینش رابطه برقرار کند. در نتیجه کودک شانس بیشتری دارد که به فردی خشن بدل نشود. بسیاری از کودکانی که محبتی را که نیاز دارند از والدینشان دریافت نمی‌کنند به منابعی دیگر جهت پرکردن این خلأ روی می‌کنند که یکی از معمول ترینشان دار و دسته هاست.

## قانون
یکی از کارکردهای اصلی قانون تعدیل خشونت است
ماکس وبر، جامعه‌شناس، اظهار داشت که حکومت، خواهی نخواهی، مدعی کنترل مطلق بر خشونت در حدود قلمروی ویژه‌ای است. اجرای قانون ابزار اصلی تعدیل خشونت غیرنظامی در جامعه‌است. دولت‌ها استفاده از خشونت را در دستگاه‌های قضایی با نظارت بر افراد و مسئولان سیاسی، ازجمله پلیس و ارتش تعدیل می‌کنند. جوامع مدنی مقداری خشونت را که از طریق نیروی پلیس جهت حفظ وضع موجود و اجرای قانون اعمال می‌شود مشروع می‌دانند.
با این وجود هانا آرنت، نظریه‌پرداز سیاسی آلمانی، تأکید کرد که: «خشونت می‌تواند قابل توجیه باشد، اما هرگز مشروع نیست... هرچه هدف در نظر گرفته شده برای آن به آیندهٔ دورتری موکول می‌شود توجیهش منطقی بودن خود را از دست می‌دهد. هیچ‌کس استفاده از خشونت را جهت دفاع شخصی زیر سؤال نمی‌برد، زیرا نه تنها خطر آشکار است بلکه در زمان حاضر است و هدفی که وسیله را توجیه می‌کند آنی است».
آرنت یک تمایز واضح میان خشونت و قدرت قائل شد. در حالی که بیشتر نظریه‌پردازهای سیاسی، خشونت را نوعی ابراز قدرت افراطی تلقی می‌کنند آرنت این دو مفهوم را متضاد دانست. در سده بیستم احتمالاً دولت‌ها از طریق قتل‌های حکومتی بیش از ۲۶۰ میلیون نفر از مردم خود را به وسیله خشونت پلیسی، اعدام، قتل‌عام، کمپ‌های کار بردگان و گاهی خشکسالی‌های عمدی کشته‌اند.
اعمال خشونت بار که توسط ارتش یا پلیس انجام نشده‌اند و به منظور دفاع شخصی نبوده‌اند، معمولاً به عنوان جرم دسته‌بندی می‌شوند، گرچه تمام جرایم، جرایم خشن نیستند. آسیب به دارایی در بعضی از حوزه‌های قضایی ولی نه همه به عنوان جرم خشن طبقه‌بندی می‌شود] نیاز به نقل قول دارد[
ادارهٔ فدرال تحقیقات خشونتی را که منجر به قتل می‌شود را در دسته‌های قتل مجرمانه و قتل قابل توجیه (مثلاً دفاع شخصی) طبقه‌بندی می‌کند.

## جنگ
جنگ وضعیتی از نزاع خشونت‌بار درازمدت و گسترده‌است که شامل دو یا تعداد بیشتری از گروه‌های انسانی می‌شود که عموماً تحت فرمان حکومت هستند. جنگ به منظور حل مناقشات سرزمینی و سایر ستیزها، به عنوان جنگ تهاجمی به قصد فتح سرزمینی یا غارت منابع، به عنوان دفاع ملی یا به منظور فرونشاندن فعالیت‌های جدایی‌طلبانهٔ بخشی از ملت انجام می‌شود.
از زمان انقلاب صنعتی، مرگبار بودن جنگ به شیوه نوین پیوسته افزایش یافته‌است. تلفات جنگ جهانی اول بیش از ۴۰ میلیون و تلفات جنگ جهانی دوم بیش از ۷۰ میلیون نفر بود.
با این وجود عده‌ای باور دارند که مرگ‌های واقعی بر اثر جنگ در مقایسه با سدهٔ گذشته کاهش یافته‌است. لاورنس اچ. کیلی، استاد دانشگاه در دانشگاه ایلینوی، در «جنگ پیش از تمدن» محاسبه کرده‌است که %۸۷ از جوامع قبیله‌ای سالانه بیش از یک بار را در حال جنگ بوده‌اند و تقریباً %۶۵ از آن‌ها به‌طور دائم در حال جنگیدن بوده‌اند. آمار برخوردهای متعدد رودررو که از ویژگی‌های جنگ‌های محلی است، نرخ تلفاتی بالغ بر %۶۰ جنگجویان را در مقایسه با %۱ از جنگجویان در جنگ معمولی مدرن بدست می‌دهد.
استفن پینکر با این موضوع موافق است و می‌نویسد که «در خشونت قبیله‌ای، رویارویی‌ها مکررتر، درصدی از مردان جمعیت که می‌جنگیدند بیشتر و نسبت تعداد مرگ به هر پیکار بالاتر بود».
جرد دیاموند در کتاب‌هایش «تفنگ هاً،» اسلحهٔ میکروب و فولاد «و» شامپانزه سوم" که مفتخر به دریافت جایزه گردیده‌اند، شواهد جامعه‌شناسی و انسان‌شناسی برای ظهور جنگ گسترده مدرن در نتیجهٔ پیشرفت‌ها در تکنولوژی و شهرهای مستقل ارائه می‌کند. ظهور کشاورزی، منجر به افزایش معنی داری در تعداد افرادی که یک ناحیه می‌تواند تأمین کند نسبت به جوامع شکارچی-جمع‌آوری‌کننده گردید که به توسعهٔ طبقات ویژه‌ای همچون سربازان یا سازندگان سلاح انجامید. از سوی دیگر، درگیری‌های قبیله‌ای در جوامع شکارچی-گردآور معمولاً به جای پیروزی‌های سرزمینی یا برده داری منجر به قتل‌عام دسته جمعی دشمنان (شاید غیر از زنان در سن باروری) می‌شد. احتمالاً به خاطر آنکه تعداد افراد شکارچی-جمع‌کننده کفاف تأسیس امپراتوری را نمی‌داد.

## ایدئولوژی مذهبی و سیاسی
مقالهٔ اصلی: خشونت مذهبی
نظریه پردازان مذهبی و سیاسی عامل خشونت‌های غیر شخصی در طول تاریخ بوده‌اند. ایدئولوگ‌ها معمولاً به غلط دیگران را به خشونت متهم می‌کنند، مانند تهمت بسیار قدیمی خون‌آشامی به یهودیان، اتهامات قرون وسطایی به زنان در مورد جادوگری، کاریکاتورهایی از مردان سیاه پوست که آن‌ها را به صورت «وحشی‌های خشن» به تصویر می‌کشید و منجر به این شد که توجیهی برای قوانین جیم کرو در اواخر قرن ۱۹ در آمریکا فراهم آورد و اتهامات عصر جدید به مالکین مراکز نگهداری روزانه و دیگران مبنی بر آزار و اذیت با آداب شیطان پرستانه.
هم پشتیبانان و هم مخالفان جنگ علیه تروریسم در قرن ۲۱ام به آن به عنوان جنگی ایدئولوژیک و مذهبی می‌نگرند.
ویتوریو بوفاچی دو مفهوم متفاوت امروزی را از خشونت توصیف می‌کند، یکی «عقیدهٔ مینیمالیستی» از خشونت به عنوان عمل عمدی نیروی افراطی یا ویرانگر و دیگری «مفهوم مشروح» که شامل نقض حقوق از جمله لیست بلندی از نیازهای انسانی می‌شود.
مخالفان نظام سرمایه داری بر این نکته پافشاری می‌کنند که خشونت در ذات نظام سرمایه‌داری است. آن‌ها باور دارند که مالکیت خصوصی، بهره و سود تنها به این دلیل دوام می‌آورند که خشونت پلیس از آن‌ها دفاع می‌کند و همچنین اینکه اقتصادهای سرمایه‌داری به جنگ برای گسترده شدن نیازمندند. آن‌ها ممکن است از عبارت «خشونت ساختاری» برای توصیف روش‌های نظام مندی که نظام اجتماعی یا نهاد فرضی افراد را با جلوگیری از ارضای نیازهای اولیه‌شان به آهستگی می‌کشد، برای مثال مرگ‌هایی ناشی از بیماری‌ها به خاطر نبود دارو. طرفداران بازار آزاد استدلال می‌کند که دخالت خشونت بار قوانین حکومتی در بازارها منشأ بسیاری از مشکلاتی است که مخالفان نظام سرمایه‌داری به خشونت ساختاری نسبت می‌دهند
فرانتس فانون خشونت کلونیسم استعمارگرایی را به نقد کشید و در مورد پاسخ به خشونت در «قربانیان استعمار» نوشت.،
در طول تاریخ، بیشتر ادیان و افرادی مانند ماهاتما گاندی پند داده‌اند که افراد قادر به نابود کردن خشونت و تنظیم جوامعی از طریق روش‌هایی غیر خشونت بار هستند. خود گاندی یکبار نوشت: «جامعه‌ای که بر اساس روش‌های کاملاً غیر خشونت بار تنظیم و هدایت شود ناب‌ترین آنارشی خواهد بود». نظریه پردازان مدرن سیاسی که نظرات مشابهی دارند شامل طیفی از صلح طلبان اراده گرا، همزیستی طلبان، آنارشیست‌ها و طرفداران آزادی فردی است.

## سلامت و پیشگیری
مرکز کنترل و پیش‌گیری از بیماری ایالات متحده (CDC) خشونت را این‌گونه تعریف می‌کند «صدمه‌ای که به‌طور عمدی وارد شده باشد» که شامل ضرب و جرح، همچنین «دخالت‌های قانونی و آسیب به خود» می‌شود. مرکز بهداشت جهانی (""WHO) در اولین «گزارش جهانی در مورد خشونت و سلامت» خشونت را تحت عنوان «استفادهٔ عامدانه از نیروی جسمی یا قدرت، به صورت تهدیدآمیز یا واقعی، علیه خود، دیگری یا گروه یا جامعه‌ای، که موجب آسیب، مرگ، آسیب روانی، عقب افتادگی رشد یا محرومیت می‌شود یا احتمال این رخدادها را بسیار بالا می‌برد»
WHO تخمین می‌زند که هر سال تقریباً ۱٫۶ میلیون زندگی در سراسر جهان به خاطر خشونت از دست می‌رود. خشونت در میان عوامل پیشرو در دلایل مرگ برای افراد ۴۴–۱۵ به خصوص مردان است.
تخمین‌های اخیر پیرامون قتل سالانه در کشورهای گوناگون شامل موارد ذیل می‌شود:۵۵۰۰۰ قتل در برزیل، ۲۵۰۰۰ قتل در کلمبیا، ۲۰۰۰۰ قتل در آفریقای جنوبی، ۱۵۰۰۰ قتل در مکزیک، ۱۴۰۰۰ قتل در ایالات متحده آمریکا، ۱۱۰۰۰ قتل در ونزوئلا، ۱۶۰۰ قتل در جامائیکا، ۱۰۰۰ قتل در فرانسه، ۵۰۰ قتل در کانادا، ۳۰۰ قتل در شیلی.
پیشگیری از خشونت می‌تواند به عنوان ابزاری مؤثر در ارتقای تاب‌آوری اجتماعی و فردی، و همچنین کاهش خشونت‌های اجتماعی و خانوادگی عمل کنند.تحقیقات نشان داده‌ که تاب‌آوری بالا با سطوح پایین‌تر اضطراب و استرس مرتبط است.

## تحلیل خشونت

### از زاویهٔ اثرپذیری و اثرگذاری
از زاویهٔ اثرپذیری و اثرگذاری می‌توان خشونت را به چند دسته تقسیم نمود:
1. فاعل خشونت می‌ورزد اما این رفتار، از جانب مفعول خشونت تفسیر نمی‌شود با این وجود مفعول از آن آسیب می‌بیند.
2. فاعل خشونت می‌ورزد اما این رفتار، از جانب مفعول نه خشونت تفسیر می‌شود و نه مفعول از آن آسیب می‌بیند.
3. فاعل خشونت می‌ورزد اما مفعول با این‌که آن را خشونت تفسیر می‌کند، از آن آسیبی نمی‌بیند.
4. فاعل خشونت می‌ورزد و مفعول نیز آن را خشونت تفسیر می‌کند و از آن آسیب می‌بیند.
5. فاعل خشونت نمی‌ورزد اما این رفتار از سوی مفعول خشونت تفسیر می‌شود.

### از نظر شکل بروز
از نظر شکل بروز رفتار خشونت‌آمیز را می‌توان به سه دسته تقسیم نمود:
- خشونت عریان
- خشونت پنهان
- خشونت نمادین

### از نظر سطح آگاهی
از نظر سطح آگاهی فاعل هنگام اقدام به خشونت، می‌توان رفتار خشونت‌آمیز را به سه دسته تقسیم نمود:
- خشونت آگاهانه
- خشونت ناآگاهانه
- خشونت ناخواسته

### از نظر کیفیت آسیب‌پذیری
خشونت‌ها را می‌توان از زاویهٔ کیفیت آسیب نیز به دو دسته تقسیم کرد:
- خشونت روانی (روحی)
- خشونت جسمانی

البته هیچ‌گاه مرز کاملاً مشخصی میان این دو نوع خشونت وجود ندارد.